# الدولة القراخطائية

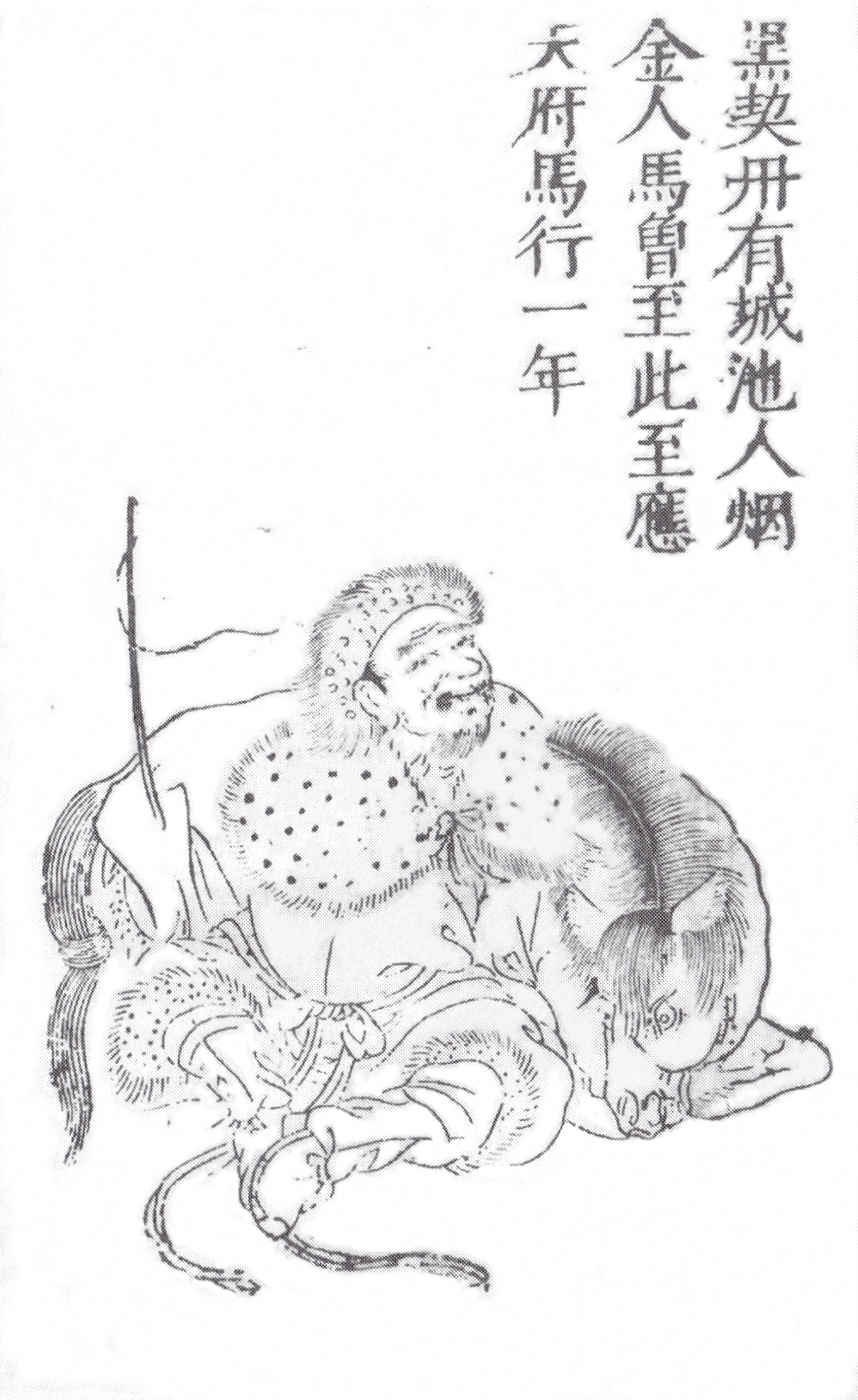
رسم عن فترة القراخطائية

الدولة القراخطائية أو كارا خيتاي (تُعرف أيضًا بخيتاي السوداء، بالمنغولية: Хар Хятан؛ 1124–1128)، أو لياو الغربية (بالصينية: 西遼)، أو لياو العظمى (大遼) هي إمبراطورية منغولية ذات طابع صيني كانت تقع في آسيا الوسطى، وكانت تحكمها عشيرة خيتان يلو. تأسست الإمبراطورية على يد الإمبراطور يلو داشي الذي قاد ما تبقى من سلالة لياو الحاكمة إلى آسيا الوسطى بعد هروبهم من غزو قبائل الجورشن لموطنهم الأصلي في شمال وشمال شرق ما يُعرف حاليًا بالصين. استولت قبيلة النايمان على الإمبراطورية بقيادة كشلو خان في عام 1211، وتقول المصادر الصينية والفارسية والعربية أن هذا الحدث يمثل نهاية الأسرة الحاكمة، ورغم ذلك لم تسقط الإمبراطورية حتى الغزو المغولي عام 1218. يرى المؤرخون الصينيون أن كارا خيتاي أسرة صينية حاكمة شرعية تمامًا مثل أسرة لياو.

## تاريخ

### تأسيس كارا خيتاي
تأسست إمبراطورية كارا خيتاي على يد يلو داشي الذي قاد قبائل الخيتان الرُحّل إلى الغرب مرورًا بمنغوليا عقب سقوط إمبراطورية لياو. تحالف الجورشن الذين كانوا تابعين للخيتان مع أسرة سونغ وأطاحوا بسلالة لياو. جند يلو داشي الخيتان وعدة قبائل أخرى لتكوين جيش قوي حتى استطاع أن يستولي على بلاساغون من القراخانيون عام 1134 إيذانًا ببداية إمبراطورية كارا خيتاي في آسيا الوسطى. وما لبث جيش الخيتان أن انضم إليهم 10,000 جندي آخر من الخيتان ممن كانوا من رعايا الدولة القراخانية. وبعدها تمكن الخيتان من غزو كاشغر وختن وجيمسار. هزم الخيتان الدولة القراخانية الغربية في معركة خجندة في عام 1137 حتى تمكنوا من السيطرة على منطقة وادي فرغانة. انتصر الخيتان على القراخانيين والدولة السلجوقية في معركة قطوان في 9 سبتمبر 1141، ما سمح لهم بالسيطرة على ترانسوكسيانا.
كانت يلو يأمل في البداية أن يستعيد الصين الشمالية من مملكة جين حتى تعود إمبراطورية لياو كما كانت في سابق عهدها. ولكنه سرعان ما أدرك أن إمبراطوريته أضعف من أن تحارب مملكة جين وجهًا لوجه، وتخلى عن الفكرة نهائيًا عندما حاقت به هزيمة مدمرة في عام 1134. واصلت إمبراطورية لياو الغربية تمردها على مملكة جين في عام 1146، وظلت ترسل فرق استطلاع ووحدات عسكرية صغيرة لمحاربة أسرة جين في الصين في عام 1156 و1177 و1185 و1188.

### خلفاء يلو داشي
عقب وفاة يلو داشي أضحت زوجته، شاو تابويان، وصية عرش المملكة حتى بلغ ابنها سن الرشد (1143-1150). حكم الابن، يلو ييلي، المملكة من عام 1150 إلى 1163، وخلفته أخته يلو بوسوان (1164-1177) حتى وقعت في حب شقيق زوجها الأصغر، شاو فوغوزي، وأعدمهما أب زوجها، شاو وليلا، في عام 1177 ووضع ابنه، يلو زيلوغو، على عرش المملكة (1178-1211). وهنت المملكة بفعل الثورات والنزاعات الداخلية التي دارت بين أتباعها المتخاصمين، لا سيما في المرحلة الأخيرة من تاريخها.
تقلصت رقعة المملكة في تلك الفترة في المنطقة الشمالية الشرقية في عام 1175 عندما أذعن النايمان شرق جبال ألتاي والقنلكيين شمال بحيرة بالخاش للجورشن. نشبت عدة نزاعات في الغرب بين الخيتان والخوارزميين الذين رفضوا دفع الجزية للخيتان وزعموا بأحقية حاكمهم، السلطان شاه الخوارزمي، بعرش المملكة. توسعت مملكة كارا خيتاي جنوبًا حتى وصلت إلى الإمبراطورية الخوارزمية التي قهرها المغول في عام 1220، أي بعد عامين من غزو الخيتان.

## قبيلة الخطا
الخطا مجموعة من القبائل التي نزحت من شمال الصين بعد انهيار دولتها هناك سنة (519 هـ = 1125م)، وقداستقرت هذه القبائل في غرب إقليم التركستان إبان العصر السلجوقى، وكونت دولة عُرفت باسم الخطا أوالقراخطائيين، وعملت على توسيع مملكتها الجديدة شرقًا وغربًا؛ حيث امتدت حدودها من صحراء جوبي إلى نهر سيحون، ومن هضبة التبت إلى سيبيريا. وكانت هذه القبائل لاتكفُّ عن الإغارة على البلاد الإسلامية؛ حيث كانت الخطا تدين بالبوذية فاشتبك جيشها مع السلطان السلجوقى سنجر في معركة قطوان في سمرقند حاليًا سنة (536 هـ = 1141م)، وقد انتهت هذه المعركة بانتصار الخطا وقتل 100 ألف جندى سلجوقى وبذلك قامت دولة الخطا في بلاد ما وراء النهر، واستمر الخطا في حكمها لمدة (89) سنة ودفع الخوارزميون جزية سنوية حتى عهد السلطان علاءالدين محمد خوارزمشاه الذي استطاع بمساعدة بعض القوى الأخرى خاصة المغول القضاء على الخطا سنة (607 هـ = 1210م). وكانت دولة الخطا تقف سدا منيعًا بين المسلمين والمغول لذلك تعرض العالم الإسلامى لهجمات التتار